# Les Chansons de l'innocence retrouvée
Albums de Étienne Daho
Monsieur Daho
(2011) Diskönoir Live
(2014)
Singles
1. Les Chansons de l'innocence
Sortie : juin 2013
2. La Peau dure
Sortie : septembre 2013
3. L'homme qui marche(édition limitée pour Disquaire Day)
Sortie : 19 avril 2014
4. En surface
Sortie : avril 2014

Les chansons de l'innocence retrouvée est le dixième album studio du chanteur français Étienne Daho sorti le 18 novembre 2013.

## Genèse

### Contexte
Le précédent album studio d'Étienne Daho, L'Invitation, était sorti en 2007.
En 2013, la sortie du nouvel album est décalée à cause d'un problème de santé : 
« Je me suis rendu à l'hôpital pour un check-up, en prévision de la tournée à venir. Sur place, ça s'est avéré bien plus compliqué. Et ce qui n'aurait dû être qu'une opération de l'appendicite est devenu une péritonite, avec toutes sortes de soucis annexes ».
Étienne Daho a écrit l'album à Londres et à Rome. Il est co-produit par Richard Woodcraft et Jean-Louis Piérot. Parmi les participants à l'album, on retrouve Nile Rodgers, Dominique A et Debbie Harry.
La tournée Diskönoir Tour débute en juillet 2014 (Festival Days Off Paris, festivals d'été et en tournée dans toute la France) jusqu'en décembre 2014. La tournée passe du 3 au 6 novembre 2014 par l'Olympia.

## Parution et réception

### Accueil critique
Éric Mandel du Journal du dimanche qualifie l'album de « somptueux » en notant que « les onze chansons impressionnent par leur force émotionnelle ». Pour Mandel, « les cordes de l'orchestre symphonique épousent idéalement les compositions rock d'un Daho au meilleur de son inspiration ». Il loue « un disque ambitieux et élégant, orageux et apaisé dans lequel l'esthète pop célèbre ses muses et l'urgence de vivre ».

## Caractéristiques artistiques

### Titre et pochette
Le titre de l'album est en référence au poète William Blake. Dans un entretien au Journal du dimanche, Daho explique : « J'ai relu William Blake, le poète de mon adolescence. J'y ai retrouvé des émotions comme si je commençais un cycle ».
La pochette est une photo spontanée de Richard Dumas à Ibiza représentant Étienne Daho et un mannequin pour un magazine de charme, Salomé, presque dénudée. La campagne promotionnelle suscita des remous dû à la censure sur la campagne d'affichage à la RATP,.

## Versions et éditions
Toutes les paroles sont écrites par Étienne Daho, sauf  "9. En surface" : Dominique A et Étienne Daho, toute la musique est composée par Jean-Louis Piérot et Étienne Daho, sauf  En surface : Dominique A et Onze mille vierges : Christian Fradin et Étienne Daho.
| 1.  | Le Baiser du destin (avec Jehnny Beth & Johnny Hostile)          | 3:54 |
| 2.  | L'Homme qui marche (avec François Marry)                         | 4:09 |
| 3.  | Un nouveau printemps                                             | 5:17 |
| 4.  | Les Torrents défendus (avec Nile Rodgers)                        | 3:32 |
| 5.  | La Peau dure                                                     | 3:32 |
| 6.  | Le Malentendu                                                    | 3:48 |
| 7.  | L'Étrangère (avec Debbie Harry & Nile Rodgers)                   | 4:52 |
| 8.  | Un bonheur dangereux                                             | 3:49 |
| 9.  | En surface (avec Dominique A & Verity Susman)                    | 2:41 |
| 10. | Onze mille vierges                                               | 3:42 |
| 11. | Les Chansons de l'innocence (avec Au Revoir Simone & Yan Wagner) | 4:57 |
| 12. | Les Chansons de l'innocence (Yan Wagner's Remix)                 | 4:04 |

| 12. | L'Homme qui marche (Visconti's Dub)                | 2:39 |
| 13. | L'Étrangère (avec Nile Rodgers [Angela's Visions]) | 5:09 |
| 14. | Bleu gitanes (Outtake)                             | 3:46 |
| 15. | En surface (avec Dominique A)                      | 2:19 |
| 16. | Les Lueurs matinales (avec François Marry)         | 4:27 |
| 17. | Les Chansons de l'innocence (Diskönoir Extended)   | 4:03 |
| 18. | Les Chansons de l'innocence (Yan Wagner's Remix)   | 4:04 |

### Crédits

#### Musiciens
Crédités : 
- Étienne Daho : chant, chœurs
- Pino Palladino : basse
- Ian Thomas : batterie
- Xavier Géronimi : guitare
- Jean-Louis Piérot : guitare, claviers
- Martyn Kaine : percussion
- Mark Brown : saxophone
- Mike Kearsey : trombone
- Ben Edwards : trompette, bugle
- Jehnny Beth, Johnny Hostile : chœurs (1)

- Frànçois Marry : chœurs (2)

- Nile Rodgers : guitare (4, 7)
- Matthew Henry, Meloné M'Kenzy : chœurs (4, 7)

- Alanna Leslie : chœurs (7)

- Debbie Harry : chant (7)
- Dominique A : guitare (9)
- Verity Susman : orgue (9)
- Au Revoir Simone : chant (11)
- Yan Wagner : claviers, programmation (11)
- cuivres : Richard Ashton, Richard Steggall
- Sally Herbert : chef d'orchestre des cordes
- altos : Bruce White, Claire Orsler, Max Baillie, Nick Barr, Rachel Robson, Reiad Chibah
- violons : Everton Nelson, Richard George, Alison Dods, Frances Dewar, Ian Humphries, Julia Singleton, Julian Tear, Kate Robinson, Louisa Fuller, Natalia Bonner, Nicky Sweeney, Oliver Langford, Rick Koster, Rita Manning, Sonia Slany, Steve Morris
- contrebasses : Richard Pryce, Lucy Shaw, Steve Rossell
- violoncelles : Ian Burdge, Chris Worsey, Joely Koos, Sophie Harris, Tony Woollard

#### Équipe technique
- Produit et arrangé par Étienne Daho et Jean-Louis Piérot
- Co-produit par Richard Woodcraft
- Production exécutive : Jan Ghazi
- Enregistré à RAK Studios (Londres), Studios Abbey Road (Londres) et Pat's Place (Austin, Texas)
- Ingénieurs du son aux RAK Studios : Richard Woodcraft (assisté par Helen Atkinson, Isabel Seeliger-Morley, Mike Horner)
- Arrangements et supervision d'enregistrement des cordes : Olli Cunningham
- Ingénieurs du son des prises orchestrales (Abbey Roads) : Haydn Bendall (assisté par Jamie Ashton)
- Ingénieurs du son des prises de voix : Jean-Louis Piérot, Mako et Tom Durack (assistés par Jon Altschuler)
- Mixage : Richard Woodcraft (RAK Studios) pour la chanson En surface, Jean-Louis Piérot (Studio Reko à Stockholm) pour le reste
- Mastering : Mike Marsh (The Exchange)
- Technicien Pro-Tools : Toby Hulbert
- Pochette : Atelier Franck Durand
- Direction artistique : Nathalie Noënnec
- Management : Pierre-Alexandre Vertadier
- Notes de pochette : Etienne Daho
- Richard Dumas : photographies
- Supervision enregistrement : Julie Yadi
- Supervisé par : Lionel Grosheny
- Edité par : Karen Thompson
- Publié par Satori Song